# Wahlkreis Dundee East (House of Commons)
| Dundee East         |
| ------------------- |
| Dundee East         |
| Gebildet            |
| 1950                |
| Abgeordneter        |
| Stewart Hosie (SNP) |
| Regionen            |
| Dundee, Angus       |

Dundee East ist ein Wahlkreis für das Britische Unterhaus. Er wurde 1950 geschaffen, die Grenzen wurden jedoch im Laufe der Jahrzehnte mehrfach neu gezogen. Dundee East umfasst den Ostteil der Stadt Dundee, jedoch auch kleine Gebiete der Council Area Angus mit den Städten Monifieth und Carnoustie. Der Wahlkreis Dundee East für das schottische Parlament war bis 2005 deckungsgleich und wurde 2011 zugunsten von Dundee City East aufgelöst. Der Wahlkreis entsendet einen Abgeordneten.

## Wahlergebnisse

### Unterhauswahlen 1950
| Ergebnisse der Unterhauswahlen 1950 | Ergebnisse der Unterhauswahlen 1950 | Ergebnisse der Unterhauswahlen 1950 | Ergebnisse der Unterhauswahlen 1950 |
| Partei                              | Kandidat                            | Stimmen                             | %                                   |
| ----------------------------------- | ----------------------------------- | ----------------------------------- | ----------------------------------- |
| Labour                              | Thomas Cook                         | 26.005                              | 53,3                                |
| Conservative                        | J. Henderson                        | 21.658                              | 44,4                                |
| Communist                           | D. Bowman                           | 1093                                | 2,2                                 |

### Unterhauswahlen 1951
| Ergebnisse der Unterhauswahlen 1951 | Ergebnisse der Unterhauswahlen 1951 | Ergebnisse der Unterhauswahlen 1951 | Ergebnisse der Unterhauswahlen 1951 | Ergebnisse der Unterhauswahlen 1951 |
| Partei                              | Kandidat                            | Stimmen                             | %                                   | ±                                   |
| ----------------------------------- | ----------------------------------- | ----------------------------------- | ----------------------------------- | ----------------------------------- |
| Labour                              | Thomas Cook                         | 26.668                              | 53,8                                | +0,5                                |
| Conservative                        | J.S. Murray                         | 22.863                              | 46,2                                | +1,8                                |

### Nachwahlen 1952
Mit dem Tod von Thomas Cook wurden im Jahre 1952 im Wahlkreis Dundee East Nachwahlen nötig.
| Ergebnisse der Nachwahlen 1952 | Ergebnisse der Nachwahlen 1952 | Ergebnisse der Nachwahlen 1952 | Ergebnisse der Nachwahlen 1952 | Ergebnisse der Nachwahlen 1952 |
| Partei                         | Kandidat                       | Stimmen                        | %                              | ±                              |
| ------------------------------ | ------------------------------ | ------------------------------ | ------------------------------ | ------------------------------ |
| Labour                         | George Thomson                 | 22.161                         | 56,2                           | +2,4                           |
| Conservative                   | Paul Cowcher                   | 14.035                         | 35,6                           | −10,6                          |
| SNP                            | Donald Stewart                 | 2931                           | 7,4                            | +7,4                           |
| World Parliament Party         | Edward MacFarlane              | 290                            | 0,7                            | +0,7                           |

### Unterhauswahlen 1955
| Ergebnisse der Unterhauswahlen 1955 | Ergebnisse der Unterhauswahlen 1955 | Ergebnisse der Unterhauswahlen 1955 | Ergebnisse der Unterhauswahlen 1955 | Ergebnisse der Unterhauswahlen 1955 |
| Partei                              | Kandidat                            | Stimmen                             | %                                   | ±                                   |
| ----------------------------------- | ----------------------------------- | ----------------------------------- | ----------------------------------- | ----------------------------------- |
| Labour                              | George Thomson                      | 25.646                              | 54,3                                | −1,9                                |
| Conservative                        | R. R. Taylor                        | 21.606                              | 45,7                                | +10,1                               |

### Unterhauswahlen 1959
| Ergebnisse der Unterhauswahlen 1959 | Ergebnisse der Unterhauswahlen 1959 | Ergebnisse der Unterhauswahlen 1959 | Ergebnisse der Unterhauswahlen 1959 | Ergebnisse der Unterhauswahlen 1959 |
| Partei                              | Kandidat                            | Stimmen                             | %                                   | ±                                   |
| ----------------------------------- | ----------------------------------- | ----------------------------------- | ----------------------------------- | ----------------------------------- |
| Labour                              | George Thomson                      | 26.263                              | 54,3                                | ±0,0                                |
| Conservative                        | R.A. McCrindle                      | 22.082                              | 45,7                                | ±0,0                                |

### Unterhauswahlen 1964
| Ergebnisse der Unterhauswahlen 1964 | Ergebnisse der Unterhauswahlen 1964 | Ergebnisse der Unterhauswahlen 1964 | Ergebnisse der Unterhauswahlen 1964 | Ergebnisse der Unterhauswahlen 1964 |
| Partei                              | Kandidat                            | Stimmen                             | %                                   | ±                                   |
| ----------------------------------- | ----------------------------------- | ----------------------------------- | ----------------------------------- | ----------------------------------- |
| Labour                              | George Thomson                      | 26.062                              | 54,8                                | +0,5                                |
| Conservative                        | J.L.R. Marshall                     | 21.499                              | 45,2                                | −0,5                                |

### Unterhauswahlen 1966
| Ergebnisse der Unterhauswahlen 1966 | Ergebnisse der Unterhauswahlen 1966 | Ergebnisse der Unterhauswahlen 1966 | Ergebnisse der Unterhauswahlen 1966 | Ergebnisse der Unterhauswahlen 1966 |
| Partei                              | Kandidat                            | Stimmen                             | %                                   | ±                                   |
| ----------------------------------- | ----------------------------------- | ----------------------------------- | ----------------------------------- | ----------------------------------- |
| Labour                              | George Thomson                      | 25.530                              | 56,3                                | +1,5                                |
| Conservative                        | J.L.R. Marshall                     | 19.804                              | 43,7                                | −1,5                                |

### Unterhauswahlen 1970
| Ergebnisse der Unterhauswahlen 1970 | Ergebnisse der Unterhauswahlen 1970 | Ergebnisse der Unterhauswahlen 1970 | Ergebnisse der Unterhauswahlen 1970 | Ergebnisse der Unterhauswahlen 1970 |
| Partei                              | Kandidat                            | Stimmen                             | %                                   | ±                                   |
| ----------------------------------- | ----------------------------------- | ----------------------------------- | ----------------------------------- | ----------------------------------- |
| Labour                              | George Thomson                      | 22.630                              | 48,3                                | −8,0                                |
| Conservative                        | Allan Stewart                       | 19.832                              | 42,4                                | −1,3                                |
| SNP                                 | Ian Macaulay                        | 4181                                | 8,9                                 | +8,9                                |
| World Government                    | E.G. Macfarlane                     | 176                                 | 0,4                                 | +0,4                                |

### Nachwahlen 1973
Mit der Berufung George Thomsons zum EU-Kommissar wurden im Wahlkreis Dundee East Nachwahlen nötig.
| Ergebnisse der Nachwahlen 1973 | Ergebnisse der Nachwahlen 1973 | Ergebnisse der Nachwahlen 1973 | Ergebnisse der Nachwahlen 1973 | Ergebnisse der Nachwahlen 1973 |
| Partei                         | Kandidat                       | Stimmen                        | %                              | ±                              |
| ------------------------------ | ------------------------------ | ------------------------------ | ------------------------------ | ------------------------------ |
| Labour                         | George Machin                  | 14.411                         | 32,7                           | −15,6                          |
| SNP                            | Gordon Wilson                  | 13.270                         | 30,1                           | +21,2                          |
| Conservative                   | William Fitzgerald             | 11.089                         | 25,2                           | −17,2                          |
| Liberal                        | Nathaniel Gordon               | 3653                           | 8,3                            | +8,3                           |
| Labour Party of Scotland       | George MacLean                 | 1409                           | 3,2                            | +3,2                           |
| Parteilos                      | John S. Thomson                | 182                            | 0,4                            | +0,4                           |

### Unterhauswahlen Februar 1974
| Ergebnisse der Unterhauswahlen Februar 1974 | Ergebnisse der Unterhauswahlen Februar 1974 | Ergebnisse der Unterhauswahlen Februar 1974 | Ergebnisse der Unterhauswahlen Februar 1974 | Ergebnisse der Unterhauswahlen Februar 1974 |
| Partei                                      | Kandidat                                    | Stimmen                                     | %                                           | ±                                           |
| ------------------------------------------- | ------------------------------------------- | ------------------------------------------- | ------------------------------------------- | ------------------------------------------- |
| SNP                                         | Gordon Wilson                               | 20.066                                      | 39,5                                        | +9,4                                        |
| Labour                                      | George Machin                               | 17.100                                      | 33,7                                        | +1,0                                        |
| Conservative                                | James Clyde                                 | 13.371                                      | 26,3                                        | +1,1                                        |
| Parteilos                                   | James Gourlay                               | 220                                         | 0,4                                         | +0,4                                        |

### Unterhauswahlen Oktober 1974
| Ergebnisse der Unterhauswahlen Oktober 1974 | Ergebnisse der Unterhauswahlen Oktober 1974 | Ergebnisse der Unterhauswahlen Oktober 1974 | Ergebnisse der Unterhauswahlen Oktober 1974 | Ergebnisse der Unterhauswahlen Oktober 1974 |
| Partei                                      | Kandidat                                    | Stimmen                                     | %                                           | ±                                           |
| ------------------------------------------- | ------------------------------------------- | ------------------------------------------- | ------------------------------------------- | ------------------------------------------- |
| SNP                                         | Gordon Wilson                               | 22.120                                      | 47,7                                        | +8,2                                        |
| Labour                                      | George Machin                               | 15.137                                      | 32,7                                        | −1,0                                        |
| Conservative                                | Bill Walker                                 | 7784                                        | 16,8                                        | −9,5                                        |
| Liberal                                     | Charles Brodie                              | 1302                                        | 2,8                                         | +2,8                                        |

### Unterhauswahlen 1979
| Ergebnisse der Unterhauswahlen 1979 | Ergebnisse der Unterhauswahlen 1979 | Ergebnisse der Unterhauswahlen 1979 | Ergebnisse der Unterhauswahlen 1979 | Ergebnisse der Unterhauswahlen 1979 |
| Partei                              | Kandidat                            | Stimmen                             | %                                   | ±                                   |
| ----------------------------------- | ----------------------------------- | ----------------------------------- | ----------------------------------- | ----------------------------------- |
| SNP                                 | Gordon Wilson                       | 20.497                              | 41,0                                | −6,7                                |
| Labour                              | Jimmy Reid                          | 17.978                              | 36,0                                | +3,3                                |
| Conservative                        | Brian James Taggart Townsend        | 9072                                | 18,2                                | +1,4                                |
| Liberal                             | Charles Brodie                      | 2317                                | 4,6                                 | +1,8                                |
| Workers Revolutionary Party         | R. Battersby                        | 95                                  | 0,2                                 | +0,2                                |

### Unterhauswahlen 1983
| Ergebnisse der Unterhauswahlen 1983 | Ergebnisse der Unterhauswahlen 1983 | Ergebnisse der Unterhauswahlen 1983 | Ergebnisse der Unterhauswahlen 1983 | Ergebnisse der Unterhauswahlen 1983 |
| Partei                              | Kandidat                            | Stimmen                             | %                                   | ±                                   |
| ----------------------------------- | ----------------------------------- | ----------------------------------- | ----------------------------------- | ----------------------------------- |
| SNP                                 | Gordon Wilson                       | 20.276                              | 43,8                                | +2,8                                |
| Labour                              | Charles Bowman                      | 15.260                              | 33,0                                | −3,0                                |
| Conservative                        | Barbara Vaughan                     | 7172                                | 15,5                                | −2,7                                |
| Liberal                             | Stephen William Rottger             | 3546                                | 7,7                                 | +3,1                                |

### Unterhauswahlen 1987
| Ergebnisse der Unterhauswahlen 1987 | Ergebnisse der Unterhauswahlen 1987 | Ergebnisse der Unterhauswahlen 1987 | Ergebnisse der Unterhauswahlen 1987 | Ergebnisse der Unterhauswahlen 1987 |
| Partei                              | Kandidat                            | Stimmen                             | %                                   | ±                                   |
| ----------------------------------- | ----------------------------------- | ----------------------------------- | ----------------------------------- | ----------------------------------- |
| Labour                              | John McAllion                       | 19.539                              | 42,3                                | +9,3                                |
| SNP                                 | Gordon Wilson                       | 18.524                              | 40,1                                | −3,7                                |
| Conservative                        | P. Cook                             | 5938                                | 12,9                                | −2,6                                |
| Liberal                             | M. von Romberg                      | 2143                                | 4,6                                 | −3,1                                |

### Unterhauswahlen 1992
| Ergebnisse der Unterhauswahlen 1992 | Ergebnisse der Unterhauswahlen 1992 | Ergebnisse der Unterhauswahlen 1992 | Ergebnisse der Unterhauswahlen 1992 | Ergebnisse der Unterhauswahlen 1992 |
| Partei                              | Kandidat                            | Stimmen                             | %                                   | ±                                   |
| ----------------------------------- | ----------------------------------- | ----------------------------------- | ----------------------------------- | ----------------------------------- |
| Labour                              | John McAllion                       | 18.761                              | 44,1                                | +1,8                                |
| SNP                                 | David Coutts                        | 14.197                              | 33,4                                | −6,7                                |
| Conservative                        | Steve Blackwood                     | 7549                                | 17,8                                | +4,9                                |
| Liberal Democrats                   | Ian Yuill                           | 1725                                | 4,1                                 | −0,5                                |
| Green                               | Shiona Baird                        | 205                                 | 0,5                                 | +0,5                                |
| Natural Law Party                   | Ronald Baxter                       | 77                                  | 0,2                                 | +0,2                                |

### Unterhauswahlen 1997
| Ergebnisse der Unterhauswahlen 1997 | Ergebnisse der Unterhauswahlen 1997 | Ergebnisse der Unterhauswahlen 1997 | Ergebnisse der Unterhauswahlen 1997 | Ergebnisse der Unterhauswahlen 1997 |
| Partei                              | Kandidat                            | Stimmen                             | %                                   | ±                                   |
| ----------------------------------- | ----------------------------------- | ----------------------------------- | ----------------------------------- | ----------------------------------- |
| Labour                              | John McAllion                       | 20.718                              | 51,1                                | +7,0                                |
| SNP                                 | Shona Robison                       | 10.757                              | 26,5                                | −6,9                                |
| Conservative                        | Bruce Mackie                        | 6397                                | 15,8                                | −2,0                                |
| Liberal Democrats                   | Gurudeo Saluja                      | 1677                                | 4,1                                 | ±0,0                                |
| Referendum Party                    | Edward Galloway                     | 601                                 | 1,5                                 | +1,5                                |
| Scottish Socialist                  | Harvey Duke                         | 232                                 | 0,6                                 | +0,6                                |
| Natural Law Party                   | Elisabeth Mackenzie                 | 146                                 | 0,4                                 | +0,4                                |

### Unterhauswahlen 2001
| Ergebnisse der Unterhauswahlen 2001 | Ergebnisse der Unterhauswahlen 2001 | Ergebnisse der Unterhauswahlen 2001 | Ergebnisse der Unterhauswahlen 2001 | Ergebnisse der Unterhauswahlen 2001 |
| Partei                              | Kandidat                            | Stimmen                             | %                                   | ±                                   |
| ----------------------------------- | ----------------------------------- | ----------------------------------- | ----------------------------------- | ----------------------------------- |
| Labour                              | Iain Luke                           | 14.635                              | 45,2                                | −5,9                                |
| SNP                                 | Stewart Hosie                       | 10.160                              | 31,4                                | +4,9                                |
| Conservative                        | Alan Donnelly                       | 3900                                | 12,0                                | −3,8                                |
| Liberal Democrats                   | Raymond Lawrie                      | 2784                                | 8,6                                 | +4,5                                |
| Socialist                           | Harvey Duke                         | 879                                 | 2,7                                 | +2,1                                |

### Unterhauswahlen 2005
| Ergebnisse der Unterhauswahlen 2005 | Ergebnisse der Unterhauswahlen 2005 | Ergebnisse der Unterhauswahlen 2005 | Ergebnisse der Unterhauswahlen 2005 | Ergebnisse der Unterhauswahlen 2005 |
| Partei                              | Kandidat                            | Stimmen                             | %                                   | ±                                   |
| ----------------------------------- | ----------------------------------- | ----------------------------------- | ----------------------------------- | ----------------------------------- |
| SNP                                 | Stewart Hosie                       | 14.708                              | 37,2                                | +5,8                                |
| Labour                              | Iain Luke                           | 14.325                              | 36,2                                | −9,0                                |
| Conservative                        | Chris Bustin                        | 5061                                | 12,8                                | +0,8                                |
| Liberal Democrats                   | Clive Sneddon                       | 4498                                | 11,4                                | +2,8                                |
| Socialist                           | Harvey Duke                         | 537                                 | 1,4                                 | −1,3                                |
| UKIP                                | Donald Low                          | 292                                 | 0,7                                 | +0,7                                |
| Parteilos                           | David Allison                       | 119                                 | 0,3                                 | +0,3                                |

### Unterhauswahlen 2010
| Ergebnisse der Unterhauswahlen 2010 | Ergebnisse der Unterhauswahlen 2010 | Ergebnisse der Unterhauswahlen 2010 | Ergebnisse der Unterhauswahlen 2010 | Ergebnisse der Unterhauswahlen 2010 |
| Partei                              | Kandidat                            | Stimmen                             | %                                   | ±                                   |
| ----------------------------------- | ----------------------------------- | ----------------------------------- | ----------------------------------- | ----------------------------------- |
| SNP                                 | Stewart Hosie                       | 15.350                              | 37,8                                | +0,6                                |
| Labour                              | Katrina Murray                      | 13.529                              | 33,4                                | +2,8                                |
| Conservative                        | Chris Bustin                        | 6177                                | 15,2                                | +2,4                                |
| Liberal Democrats                   | Clive Sneddon                       | 4285                                | 10,6                                | −0,8                                |
| Green                               | Shiona Baird                        | 542                                 | 1,3                                 | +1,3                                |
| UKIP                                | Mike Arthur                         | 431                                 | 1,1                                 | +0,4                                |
| Socialist                           | Angela Gorrie                       | 254                                 | 0,6                                 | −0,8                                |

### Unterhauswahlen 2015
| Ergebnisse der Unterhauswahlen 2015 | Ergebnisse der Unterhauswahlen 2015 | Ergebnisse der Unterhauswahlen 2015 | Ergebnisse der Unterhauswahlen 2015 | Ergebnisse der Unterhauswahlen 2015 |
| Partei                              | Kandidat                            | Stimmen                             | %                                   | ±                                   |
| ----------------------------------- | ----------------------------------- | ----------------------------------- | ----------------------------------- | ----------------------------------- |
| SNP                                 | Stewart Hosie                       | 28.765                              | 59,7                                | +21,9                               |
| Labour                              | Katrina Murray                      | 9603                                | 19,9                                | −13,5                               |
| Conservative                        | Bill Bowman                         | 7206                                | 15,0                                | −0,2                                |
| Liberal Democrats                   | Craig Duncan                        | 1387                                | 2,9                                 | −7,7                                |
| Green                               | Helen Grayshan                      | 895                                 | 1,9                                 | +0,6                                |
| Cannabis Is Safer Than Alcohol      | Lesley Parker Hamilton              | 225                                 | 0,5                                 | +0,5                                |
| TUSC                                | Carlo Morelli                       | 104                                 | 0,2                                 | +0,2                                |

### Unterhauswahlen 2017
| Ergebnisse der Unterhauswahlen 2017 | Ergebnisse der Unterhauswahlen 2017 | Ergebnisse der Unterhauswahlen 2017 | Ergebnisse der Unterhauswahlen 2017 | Ergebnisse der Unterhauswahlen 2017 |
| Partei                              | Kandidat                            | Stimmen                             | %                                   | ±                                   |
| ----------------------------------- | ----------------------------------- | ----------------------------------- | ----------------------------------- | ----------------------------------- |
| SNP                                 | Stewart Hosie                       | 18.391                              | 42,8                                | −16,9                               |
| Conservative                        | Eleanor Price                       | 11.746                              | 27,4                                | +12,4                               |
| Labour                              | Lesley Brennan                      | 11.176                              | 26,0                                | +6,1                                |
| Liberal Democrats                   | Christopher McIntyre                | 1615                                | 3,8                                 | +0,9                                |

### Unterhauswahlen 2019
| Ergebnisse der Unterhauswahlen 2019 | Ergebnisse der Unterhauswahlen 2019 | Ergebnisse der Unterhauswahlen 2019 | Ergebnisse der Unterhauswahlen 2019 | Ergebnisse der Unterhauswahlen 2019 |
| Partei                              | Kandidat                            | Stimmen                             | %                                   | ±                                   |
| ----------------------------------- | ----------------------------------- | ----------------------------------- | ----------------------------------- | ----------------------------------- |
| SNP                                 | Stewart Hosie                       | 24.361                              | 53,8                                | +11,0                               |
| Conservative                        | Philip Scott                        | 10.986                              | 24,3                                | −3,1                                |
| Labour                              | Rosalind Garton                     | 6045                                | 13,4                                | −12,6                               |
| Liberal Democrats                   | Michael Crichton                    | 3573                                | 7,9                                 | +4,1                                |
| Parteilos                           | George Morton                       | 312                                 | 0,7                                 | +0,7                                |